# Liste von Sakralbauten im Altmarkkreis Salzwedel
Die Liste von Sakralbauwerken im Altmarkkreis Salzwedel gibt eine möglichst vollständige Übersicht der im Altmarkkreis Salzwedel im Nordwesten des Landes Sachsen-Anhalt vorhandenen relevanten Kirchengebäude mit ihrem Status, Adresse, Koordinaten und einer Ansicht (Stand Dezember 2022).

## Kirchengebäude
| Artikel                                      | Beschreibung | Gemeinde            | Ort                  | Bild           | Koordinaten                  |
| -------------------------------------------- | --- | ------------------- | -------------------- | -------------- | ---------------------------- |
| St. Andreas (Dähre)                          | Im Kern romanisches Kirchengebäude, Ostteil und Inneres 1903 stark überarbeitet, Ausstattung bis auf Schnitzaltar von 1500 erneuert | Dähre               | Dähre                | weitere Bilder | 52° 48′ 2″ N, 10° 54′ 23″ O  |
| Klosterkirche Diesdorf                       | Klosterkirche, dreischiffige romanische Basilika aus Backstein (1182–1230) mit Querhaus und Apsiden                                 | Diesdorf            | Diesdorf             | weitere Bilder | 52° 45′ 9″ N, 10° 52′ 36″ O  |
| Dorfkirche (Ipse)                            | Romanisches Feldstein- und Backsteinbauwerk, im 15. Jh. überarbeitet, in Gardelegen                                                 | Gardelegen          | Ipse                 | weitere Bilder | 52° 30′ 0″ N, 11° 23′ 3″ O   |
| Dorfkirche Abbendorf (Diesdorf)              | Neugotischer Backsteinbau 1873, möglicherweise nach Entwürfen von F. A. Stüler, mittelalterl. Schnitzaltar                          | Diesdorf            | Abbendorf            |                | 52° 45′ 2″ N, 10° 54′ 22″ O  |
| Dorfkirche Ahlum                             | Im 19. Jh. kreuzförmig erweitertes Bauwerk des 13. Jh., vgl. Dorfkirche Rohrberg                                                    | Rohrberg            | Ahlum                | weitere Bilder | 52° 41′ 45″ N, 11° 0′ 35″ O  |
| Dorfkirche Algenstedt                        | Spätromanisches Feldsteinbauwerk 1215 (d) in Gardelegen, Altmarkkreis Salzwedel                                                     | Gardelegen          | Algenstedt           | weitere Bilder | 52° 35′ 51″ N, 11° 26′ 22″ O |
| Dorfkirche Altmersleben                      | Spätromanische Feldsteinkirche 1174 (d), mehrfach umgebaut                                                                          | Kalbe (Milde)       | Altmersleben         | weitere Bilder | 52° 41′ 9″ N, 11° 25′ 34″ O  |
| Dorfkirche Andorf                            | Spätmittelalterlicher Rechtecksaal in Feldstein, wohl 15./16. Jh.                                                                   | Salzwedel           | Andorf               | weitere Bilder | 52° 51′ 24″ N, 10° 59′ 44″ O |
| Dorfkirche Audorf                            | Spätromanischer Feldsteinbau mit eingezogenem Chor, beachtliche Ausstattung                                                         | Beetzendorf         | Audorf               | weitere Bilder | 52° 43′ 11″ N, 11° 5′ 54″ O  |
| Dorfkirche Baars                             | Im Kern vermutlich mittelalterlicher Feldsteinbau mit Fachwerk-Dachreiter, bemalte Holzdecke um 1930                                | Apenburg-Winterfeld | Baars                | weitere Bilder | 52° 45′ 15″ N, 11° 13′ 28″ O |
| Dorfkirche Badel                             | Feldsteinsaal mit Fachwerk-Dachturm, Fenster spitzbogig, wohl 19. Jh.                                                               | Kalbe (Milde)       | Badel                | weitere Bilder | 52° 44′ 6″ N, 11° 19′ 6″ O   |
| Dorfkirche Bandau                            | Schlichter Rechteckbau mit Fachwerk-Dachturm, 1860 aus dem westlich gelegenen alten Dorf hierher versetzt                           | Beetzendorf         | Bandau               | weitere Bilder | 52° 40′ 19″ N, 11° 6′ 33″ O  |
| Dorfkirche Barnebeck                         | 1443 erstmals erwähnt, mehrfach verändert, Anfang 20. Jh. Umbau in verschiedenen Stilen                                             | Salzwedel           | Barnebeck            | weitere Bilder | 52° 50′ 40″ N, 10° 55′ 32″ O |
| Dorfkirche Beese                             | Romanische Saalkirche in Feldstein, vermutlich in gotischer Zeit nach Osten verlängert                                              | Kalbe (Milde)       | Beese                | weitere Bilder | 52° 43′ 53″ N, 11° 30′ 57″ O |
| Dorfkirche Benkendorf                        | Ursprünglich zweiteilige, spätromanische Kirche, später um Westturm ergänzt, geweiht vor 1169                                       | Salzwedel           | Benkendorf           | weitere Bilder | 52° 47′ 20″ N, 11° 15′ 58″ O |
| Dorfkirche Berge                             | Im Kern spätgotische Kirche mit manieristischer Ausmalung, „Sixtinische Kapelle der Altmark“                                        | Gardelegen          | Berge                | weitere Bilder | 52° 33′ 13″ N, 11° 22′ 5″ O  |
| Dorfkirche Binde                             | Spätromanische Feldsteinkirche vom Anfang 13. Jh.                                                                                   | Arendsee            | Binde                | weitere Bilder | 52° 51′ 19″ N, 11° 23′ 12″ O |
| Dorfkirche Böddenstedt                       | Kleiner spätgotischer Feldsteinsaal mit halbkreisförmigem Ostschluss und jüngerem Holzturm                                          | Salzwedel           | Böddenstedt          | weitere Bilder | 52° 50′ 40″ N, 11° 7′ 19″ O  |
| Dorfkirche Bonese                            | Spätgotische Saalkirche mit Westturm aus Feldstein                                                                                  | Dähre               | Bonese               | weitere Bilder | 52° 49′ 3″ N, 10° 50′ 32″ O  |
| Dorfkirche Breitenfeld                       | Spätromanische Saalkirche aus Feldstein, Turm erst spätes 18. Jh.                                                                   | Gardelegen          | Breitenfeld          | weitere Bilder | 52° 34′ 6″ N, 11° 15′ 13″ O  |
| Dorfkirche Brüchau                           | Spätromanische Saalkirche in Feldstein, Dachturm erst 19. Jh.                                                                       | Kalbe (Milde)       | Brüchau              | weitere Bilder | 52° 41′ 19″ N, 11° 14′ 42″ O |
| Dorfkirche Buchwitz                          | Kleine Saalkirche aus Feldstein mit Apsis, Mitte 13. Jh.                                                                            | Salzwedel           | Buchwitz             | weitere Bilder | 52° 49′ 25″ N, 11° 13′ 11″ O |
| Dorfkirche Butterhorst                       | Schlichter turmloser Neubau in Backstein im Rundbogenstil, 1839                                                                     | Kalbe (Milde)       | Butterhorst          | weitere Bilder | 52° 40′ 49″ N, 11° 27′ 15″ O |
| Dorfkirche Bühne                             | Spätromanische Saalkirche mit eingezogenem Chor und Westturm, 2. Hälfte 13. Jh.                                                     | Kalbe (Milde)       | Bühne                | weitere Bilder | 52° 41′ 27″ N, 11° 20′ 57″ O |
| Dorfkirche Cheine                            | Spätmittelalterlicher Feldsteinbau mit Westturm, um 1524/25                                                                         | Salzwedel           | Cheine               | weitere Bilder | 52° 52′ 34″ N, 11° 4′ 3″ O   |
| Dorfkirche Dahrendorf (Dähre)                | Spätmittelalterliche Saalkirche mit freistehendem hölzernem Westturm                                                                | Dähre               | Dahrendorf           | weitere Bilder | 52° 50′ 29″ N, 10° 51′ 46″ O |
| Dorfkirche Dambeck (Salzwedel)               | Spätromanische Saalkirche in Feldstein mit Westturm in vollständiger Anlage                                                         | Salzwedel           | Dambeck              | weitere Bilder | 52° 48′ 5″ N, 11° 9′ 28″ O   |
| Dorfkirche Dankensen                         | Langgestreckte spätromanische Saalkirche in Feldstein, Turm erst 15. Jh.                                                            | Diesdorf            | Dankensen            | weitere Bilder | 52° 44′ 4″ N, 10° 54′ 40″ O  |
| Dorfkirche Dannefeld                         | Evangelische Kirche des Dorfes Dannefeld, in Fachwerk 1774 erbaut                                                                   | Gardelegen          | Dannefeld            | weitere Bilder | 52° 30′ 25″ N, 11° 8′ 29″ O  |
| Dorfkirche Darnebeck                         | Fachwerksaal mit fünfseitigem Chorschluss 1865, Schnitzaltarretabel M. 15. Jh.                                                      | Beetzendorf         | Darnebeck            | weitere Bilder | 52° 40′ 9″ N, 11° 4′ 24″ O   |
| Dorfkirche Depekolk                          | Kleine spätromanische Saalkirche in Feldstein mit Westquerturm                                                                      | Salzwedel           | Depekolk             | weitere Bilder | 52° 46′ 48″ N, 11° 18′ 32″ O |
| Dorfkirche Dessau                            | Spätromanische Saalkirche in Feldstein mit Rechteckchor und Westquerturm, Mitte 13. Jh.                                             | Arendsee            | Dessau               | weitere Bilder | 52° 48′ 33″ N, 11° 28′ 34″ O |
| Dorfkirche Dolchau                           | Romanische Saalkirche aus Feldstein mit eingezogenem Chor, Fachwerk-Dachturm später, Innenausstattung 19. Jh.                       | Kalbe (Milde)       | Dolchau              | weitere Bilder | 52° 43′ 25″ N, 11° 27′ 46″ O |
| Dorfkirche Drebenstedt                       | Spätmittelalterliche rechteckige Saalkirche in Feldstein, Westturm 19. Jh.                                                          | Jübar               | Drebenstedt          | weitere Bilder | 52° 43′ 18″ N, 10° 54′ 27″ O |
| Dorfkirche Dülseberg                         | Schlichter turmloser Rechtecksaal in Feldstein mit Krüppelwalmdach, im Kern wohl 15./16. Jh.                                        | Diesdorf            | Dülseberg            | weitere Bilder | 52° 47′ 15″ N, 10° 50′ 14″ O |
| Dorfkirche Ellenberg                         | Vermutl. spätgotischer Nachfolger einer 1291 erwähnten Kapelle, Rechtecksaal in Feldstein, um 1500                                  | Wallstawe           | Ellenberg            | weitere Bilder | 52° 47′ 50″ N, 10° 58′ 10″ O |
| Dorfkirche Engersen                          | Im Kern spätromanische Saalkirche A. 13. Jh. mit barocker Ausstattung, Straße der Romanik                                           | Kalbe (Milde)       | Engersen             | weitere Bilder | 52° 37′ 14″ N, 11° 20′ 34″ O |
| Dorfkirche Estedt                            | Spätromanische Saalkirche um 1200, barocke Ausstattung                                                                              | Gardelegen          | Estedt               | weitere Bilder | 52° 34′ 49″ N, 11° 21′ 17″ O |
| Dorfkirche Eversdorf                         | Schmuckloser Fachwerkbau mit verschiefertem Dachturm, Bauinschrift von 1740                                                         | Salzwedel           | Eversdorf            | weitere Bilder | 52° 48′ 37″ N, 11° 5′ 19″ O  |
| Dorfkirche Fleetmark                         | Im Kern romanische Saalkirche in Feldstein; um 1883 neuer Dachstuhl und Ausstattung                                                 | Arendsee            | Fleetmark            | weitere Bilder | 52° 47′ 39″ N, 11° 23′ 18″ O |
| Dorfkirche Genzien                           | Im Kern romanische Saalkirche in Feldstein, Glockengeschoss in Fachwerk und Ausstattung 17. Jahrhundert                             | Arendsee            | Genzien              | weitere Bilder | 52° 53′ 9″ N, 11° 31′ 34″ O  |
| Dorfkirche Gieseritz                         | Spätgotische Saalkirche aus Feldstein um 1500, hölzerner Dachturm im Westen, zwei Schnitzfiguren um 1520                            | Wallstawe           | Gieseritz            | weitere Bilder | 52° 46′ 30″ N, 11° 0′ 31″ O  |
| Dorfkirche Groß Bierstedt                    | Kleine rechteckige Saalkirche aus Feldstein, evtl. 1304 geweiht                                                                     | Rohrberg            | Groß Bierstedt       | weitere Bilder | 52° 43′ 43″ N, 11° 1′ 9″ O   |
| Dorfkirche Groß Chüden                       | Spätromanische Saalkirche aus Feldstein, Schnitzaltar und Kruzifix um 1500, Taufstein A. 16. Jh.                                    | Salzwedel           | Groß Chüden          | weitere Bilder | 52° 51′ 16″ N, 11° 13′ 52″ O |
| Dorfkirche Groß Gerstedt                     | Saalkirche mit dreiseitigem Ostschluss, wohl 15. Jh., aus teils sehr großen Feldsteinen, Dachreiter mit Spitzhelm                   | Salzwedel           | Groß Gerstedt        | weitere Bilder | 52° 50′ 35″ N, 11° 5′ 16″ O  |
| Dorfkirche Groß Gischau                      | Rechteckiger romanischer Feldsteinsaal mit eingezogenem Chor, später Fachwerk-Dachturm hinzugefügt                                  | Beetzendorf         | Groß Gischau         |                | 52° 44′ 50″ N, 11° 6′ 24″ O  |
| Dorfkirche Groß Wieblitz                     | Saalkirche in Fachwerk 1756/57, Fachwerk-Dachturm mit Zeltdach                                                                      | Salzwedel           | Groß Wieblitz        | weitere Bilder | 52° 49′ 8″ N, 11° 3′ 53″ O   |
| Dorfkirche Hagen (Apenburg-Winterfeld)       | Kleiner Rechtecksaal in Feldstein, hölzerner Glockenturm im Osten                                                                   | Apenburg-Winterfeld | Hagen                | weitere Bilder | 52° 45′ 26″ N, 11° 9′ 37″ O  |
| Dorfkirche Hagenau                           | Gotisierende Saalkirche in Backstein, quadratischer Westturm mit achteckiger Spitze, Rechtecksaal mit polygonaler Apsis, 19. Jh.    | Kalbe (Milde)       | Hagenau              | weitere Bilder | 52° 45′ 19″ N, 11° 32′ 37″ O |
| Dorfkirche Hanum                             | Spätmittelalterlicher rechteckiger Feldsteinsaal, Turm 1867, mehrere gotische Schnitzfiguren                                        | Jübar               | Hanum                | weitere Bilder | 52° 41′ 7″ N, 10° 51′ 14″ O  |
| Dorfkirche Harpe                             | Schlichter gotisierender Backsteinbau mit schlankem, ins Oktogon überführtem Turm                                                   | Arendsee            | Harpe                | weitere Bilder | 52° 55′ 3″ N, 11° 33′ 33″ O  |
| Dorfkirche Hemstedt                          | Rechteckige neuromanische Feldstein-Saalkirche von 1831                                                                             | Gardelegen          | Hemstedt             | weitere Bilder | 52° 34′ 1″ N, 11° 25′ 51″ O  |
| Dorfkirche Henningen                         | Romanische Feldstein-Saalkirche mit Westturm und eingezogenem Chor                                                                  | Salzwedel           | Henningen            | weitere Bilder | 52° 50′ 32″ N, 10° 57′ 56″ O |
| Dorfkirche Hestedt                           | Neoromanischer Backsteinsaal mit Westturm, dat. 1896 (Wetterfahne)                                                                  | Salzwedel           | Hestedt              | weitere Bilder | 52° 52′ 4″ N, 10° 59′ 10″ O  |
| Dorfkirche Hilmsen                           | Spätgotische Saalkirche aus Feldstein, polygonaler Schluss, quadr. Westturm aus dem 19. Jh.                                         | Wallstawe           | Hilmsen              | weitere Bilder | 52° 46′ 47″ N, 10° 57′ 32″ O |
| Dorfkirche Hohenhenningen                    | Neuromanischer Backsteinsaal mit Westturm 1874                                                                                      | Klötze              | Hohenhenningen       | weitere Bilder | 52° 39′ 51″ N, 11° 10′ 36″ O |
| Dorfkirche Hohenlangenbeck                   | Kleiner Feldsteinsaal 15. Jh. mit neuzeitlichem Fachwerkturm, bemalte Balkendecke                                                   | Kuhfelde            | Hohenlangenbeck      | weitere Bilder | 52° 45′ 16″ N, 11° 3′ 4″ O   |
| Dorfkirche Hohentramm                        | Feldsteinsaal 15. Jh. mit quadratischem Fachwerkturm mit achteckiger Spitze                                                         | Beetzendorf         | Hohentramm           | weitere Bilder | 52° 42′ 30″ N, 11° 8′ 43″ O  |
| Dorfkirche Hottendorf                        | Neugotische Backsteinsaalkirche mit Westturm und polygonaler Apsis, 1886/87                                                         | Gardelegen          | Hottendorf           | weitere Bilder | 52° 31′ 54″ N, 11° 31′ 47″ O |
| Dorfkirche Höwisch                           | Romanische Saalkirche aus Feldstein mit Westturm und eingezogenem Chor, 1906/07 historisierend umgebaut                             | Arendsee            | Höwisch              | weitere Bilder | 52° 52′ 25″ N, 11° 36′ 58″ O |
| Dorfkirche Immekath                          | Neugotischer Saalbau mit Apsis in Feldstein-Zyklopenmauerwerk 1858                                                                  | Klötze              | Immekath             | weitere Bilder | 52° 37′ 33″ N, 11° 4′ 50″ O  |
| Dorfkirche Jeebel                            | Kleiner Feldsteinsaal mit Apsis 3. V. 13. Jh. Balkendecke, barocke Ausstattung                                                      | Salzwedel           | Jeebel               | weitere Bilder | 52° 51′ 56″ N, 11° 15′ 52″ O |
| Dorfkirche Jeeben                            | Spätrom. Neubau urspr. als Basilika, nach Zerstörungen im 17. Jh. zur Saalkirche umgebaut                                           | Beetzendorf         | Jeeben               | weitere Bilder | 52° 40′ 57″ N, 11° 5′ 28″ O  |
| Dorfkirche Jeetze                            | Eine der aufwändigsten romanischen Saalkirchen der nordwestl. Altmark aus der 2. Hälfte des 12. Jh.                                 | Kalbe (Milde)       | Jeetze               | weitere Bilder | 52° 44′ 31″ N, 11° 25′ 16″ O |
| Dorfkirche Jeggau                            | 1688–90 Neubau des langgestreckten Fachwerkbauwerks, einheitliche Ausstattung                                                       | Gardelegen          | Jeggau               | weitere Bilder | 52° 32′ 19″ N, 11° 12′ 19″ O |
| Dorfkirche Jeggeleben                        | Spätrom. Feldsteinbauwerk 1. Hälfte des 13. Jh.                                                                                     | Kalbe (Milde)       | Jeggeleben           | weitere Bilder | 52° 45′ 29″ N, 11° 17′ 54″ O |
| Dorfkirche Jeseritz                          | Schlichter verbretterter Rechteckbau mit Dachturm und östlichem Anbau                                                               | Gardelegen          | Jeseritz             | weitere Bilder | 52° 26′ 39″ N, 11° 18′ 26″ O |
| Dorfkirche Jävenitz                          | Gotisierende Saalkirche in Backstein 1914–1918, Turm mit Blendmaßwerk. Ausmalung im Chor 1920/21                                    | Gardelegen          | Jävenitz             | weitere Bilder | 52° 31′ 25″ N, 11° 30′ 10″ O |
| Dorfkirche Jübar                             | Langgestreckte, teilw. romanische, spätgot. erweiterte Saalkirche                                                                   | Jübar               | Jübar                | weitere Bilder | 52° 41′ 28″ N, 10° 54′ 26″ O |
| Dorfkirche Kahrstedt                         | Im Kern romanische Feldsteinsaalkirche mit Chor und Westturm, 1901–03 umgestaltet                                                   | Kalbe (Milde)       | Kahrstedt            | weitere Bilder | 52° 42′ 33″ N, 11° 25′ 46″ O |
| Dorfkirche Kakerbeck                         | Vom urspr. Bauwerk vom Anfang 13. Jh. nur der Turm erhalten, das kreuzförmige Schiff datiert 1867.                                  | Kalbe (Milde)       | Kakerbeck            | weitere Bilder | 52° 40′ 0″ N, 11° 16′ 51″ O  |
| Dorfkirche Karritz                           | Im Kern spätmittelalterliche Saalkirche, geprägt durch Renovierung 1904/05.                                                         | Kalbe (Milde)       | Karritz              | weitere Bilder | 52° 39′ 17″ N, 11° 27′ 51″ O |
| Dorfkirche Kassieck                          | Mittelalterliches Feldstein- und Backsteinbauwerk mit Rechteckchor und Westturm mit Haube 1750.                                     | Gardelegen          | Kassieck             | weitere Bilder | 52° 35′ 10″ N, 11° 29′ 10″ O |
| Dorfkirche Kassuhn                           | Rechtecksaal aus Feldstein, 14. Jh. mit Fachwerkdachturm 17. Jh.                                                                    | Arendsee            | Kassuhn              | weitere Bilder | 52° 49′ 18″ N, 11° 22′ 44″ O |
| Dorfkirche Kaulitz                           | Langgestreckter Feldsteinsaal mit Westquerturm, 3. V. 13. Jh.                                                                       | Arendsee            | Kaulitz              | weitere Bilder | 52° 52′ 53″ N, 11° 23′ 32″ O |
| Dorfkirche Kemnitz                           | Kleiner turmloser Feldsteinsaal mit dreiseitigem Schluss im Kern aus dem 14. Jh.                                                    | Salzwedel           | Kemnitz              | weitere Bilder | 52° 49′ 39″ N, 11° 7′ 4″ O   |
| Dorfkirche Kerkuhn                           | Neugotische Backsteinsaalkirche vom Ende 19. Jh.                                                                                    | Arendsee            | Kerkuhn              | weitere Bilder | 52° 49′ 34″ N, 11° 26′ 43″ O |
| Dorfkirche Klein Apenburg                    | Im Kern wohl spätgotischer Rechteckbau in Feldstein mit halbkreisförmigem Ostschluss, barocke Kanzel, mittelalt. Opferstock         | Apenburg-Winterfeld | Klein Apenburg       | weitere Bilder | 52° 43′ 30″ N, 11° 10′ 46″ O |
| Dorfkirche Klein Bierstedt                   | Im Kern Rechtecksaal geweiht 1304, 1904–08 eingreifender Umbau.                                                                     | Rohrberg            | Klein Bierstedt      | weitere Bilder | 52° 43′ 18″ N, 11° 0′ 44″ O  |
| Dorfkirche Klein Engersen                    | Spätroman. Feldsteinsaal mit eingezogenem Chor 1. H. 14. Jh. Backsteinturm mit Zeltdach 19. Jh.                                     | Kalbe (Milde)       | Klein Engersen       | weitere Bilder | 52° 37′ 23″ N, 11° 21′ 47″ O |
| Dorfkirche Klein Gartz                       | Feldsteinsaal mit Rechteckchor Anf. 13. Jh.                                                                                         | Salzwedel           | Klein Gartz          | weitere Bilder | 52° 49′ 21″ N, 11° 19′ 2″ O  |
| Dorfkirche Klein Wieblitz                    | Fachwerkbau mit Ziegelausfachung, Wetterfahne datiert 1882, gerüstartiger Glockenträger                                             | Salzwedel           | Klein Wieblitz       | weitere Bilder | 52° 49′ 56″ N, 11° 4′ 29″ O  |
| Dorfkirche Kleinau                           | Stattliche romanische Feldsteinsaalkirche Ende 12. Jh.                                                                              | Arendsee            | Kleinau              | weitere Bilder | 52° 48′ 2″ N, 11° 30′ 43″ O  |
| Dorfkirche Kläden                            | Saalkirche aus Feldstein mit Westturm und eingezogenem Chor vom Ende 12. Jh.                                                        | Arendsee            | Kläden               | weitere Bilder | 52° 51′ 49″ N, 11° 25′ 57″ O |
| Dorfkirche Kraatz (Arendsee)                 | Kleine spätgotische Feldsteinsaalkirche, Fachwerkturm (17. Jh.) über dem Westteil                                                   | Arendsee            | Kraatz               | weitere Bilder | 52° 51′ 18″ N, 11° 25′ 28″ O |
| Dorfkirche Kuhfelde                          | Altarweihe 1257, romanischer Feldsteinsaal mit Westquerturm, Ausmalung F. Mannewitz                                                 | Kuhfelde            | Kuhfelde             | weitere Bilder | 52° 47′ 5″ N, 11° 6′ 55″ O   |
| Dorfkirche Kunrau                            | Neuromanische Backsteinsaalkirche 1891–95 mit Spitzturm.                                                                            | Klötze              | Kunrau               | weitere Bilder | 52° 33′ 58″ N, 11° 1′ 6″ O   |
| Dorfkirche Kusey                             | Neubarocke Fachwerkkirche 1937/38.                                                                                                  | Klötze              | Kusey                | weitere Bilder | 52° 34′ 52″ N, 11° 5′ 28″ O  |
| Dorfkirche Käcklitz                          | Im Kern mittelalterlicher Feldsteinsaal mit wohl barockem Halbkreis-Ostschluss                                                      | Beetzendorf         | Käcklitz             | weitere Bilder | 52° 44′ 24″ N, 11° 14′ 37″ O |
| Dorfkirche Köbbelitz                         | Neuromanischer Rechteckbau mit wuchtigem Westturm in Backstein                                                                      | Klötze              | Köbbelitz            | weitere Bilder | 52° 35′ 6″ N, 11° 5′ 50″ O   |
| Dorfkirche Köckte                            | Saalkirche mit eingezogener Rechteckapsis von 1930 mit barockem Westturm                                                            | Gardelegen          | Köckte               | weitere Bilder | 52° 31′ 31″ N, 11° 7′ 50″ O  |
| Dorfkirche Ladekath                          | Im Kern romanischer Feldsteinsaal. Westportal, Apsis und Ausstattung 19. Jh.                                                        | Arendsee            | Ladekath             | weitere Bilder | 52° 47′ 16″ N, 11° 20′ 24″ O |
| Dorfkirche Lagendorf                         | Weithin sichtbarer Backsteinsaal, 1911/12 als Ersatz für eine mittelalterliche Feldsteinsaalkirche erbaut                           | Dähre               | Lagendorf            | weitere Bilder | 52° 49′ 48″ N, 10° 50′ 46″ O |
| Dorfkirche Langenapel                        | Im Kern spätmittelalterlicher Rechtecksaal aus Feldstein mit Veränderungen im 19. Jh.                                               | Salzwedel           | Langenapel           | weitere Bilder | 52° 49′ 1″ N, 10° 58′ 2″ O   |
| Dorfkirche Leppin                            | Stattliche Anlage aus rechteckigem Schiff, Rechteckchor und hohem Westquerturm, 13./14. Jh.                                         | Arendsee            | Leppin               | weitere Bilder | 52° 53′ 6″ N, 11° 34′ 21″ O  |
| Dorfkirche Liesten                           | Kirchengebäude im Kern aus dem 13. Jh. bis zum 15. Jh. mehrfach erweitert, Querarme erst 1896/97                                    | Salzwedel           | Liesten              | weitere Bilder | 52° 47′ 16″ N, 11° 17′ 37″ O |
| Dorfkirche Lindstedterhorst                  | Schiff im Kern romanischer Feldsteinbau, Turm mit Laterne 1794; Chor, Apsis und Fenster M. 19. Jh.                                  | Gardelegen          | Lindstedterhorst     | weitere Bilder | 52° 36′ 11″ N, 11° 33′ 13″ O |
| Dorfkirche Lockstedt                         | Im Kern wohl spätromanische Saalkirche aus Feldstein, Ostschluss um 1280/1300, Fachwerk-Dachturm                                    | Klötze              | Lockstedt            | weitere Bilder | 52° 39′ 50″ N, 11° 12′ 10″ O |
| Dorfkirche Lohne                             | Neugotischer Backsteinsaal 1896 | Arendsee            | Lohne                | weitere Bilder | 52° 47′ 5″ N, 11° 28′ 51″ O  |
| Dorfkirche Lübbars                           | Feldsteinbau mit eingezogenem Chor und Apsis, 14./15. Jh.                                                                           | Arendsee            | Lübbars              | weitere Bilder | 52° 46′ 37″ N, 11° 24′ 50″ O |
| Dorfkirche Lüffingen                         | Vermutlich spätromanischer Feldsteinsaal, Turm in der 1. Hälfte des 19. Jh. erneuert                                                | Gardelegen          | Luffingen            | weitere Bilder | 52° 34′ 7″ N, 11° 24′ 28″ O  |
| Dorfkirche Lüge                              | Rechtecksaal mit eingezogenem Chor M. 12. Jh., Westquerturm mit späteren Strebepfeilern                                             | Arendsee            | Lüge                 | weitere Bilder | 52° 45′ 34″ N, 11° 20′ 54″ O |
| Dorfkirche Maxdorf (Salzwedel)               | Kleine spätgotische Saalkirche in Feldstein, stimmungsvolles Inneres mit Ausstattung E. 17. Jh.                                     | Salzwedel           | Maxdorf              | weitere Bilder | 52° 46′ 52″ N, 11° 12′ 24″ O |
| Dorfkirche Mechau                            | Spätromanischer Querturm mit neugotischem Backsteinsaal                                                                             | Arendsee            | Mechau               | weitere Bilder | 52° 52′ 14″ N, 11° 20′ 49″ O |
| Dorfkirche Mehmke                            | Im Kern gotischer Rechtecksaal in Feldstein. Um 1870 verlängert und mit rechteckigem Turm versehen.                                 | Diesdorf            | Mehmke               | weitere Bilder | 52° 43′ 42″ N, 10° 57′ 17″ O |
| Dorfkirche Mehrin                            | Kleiner, im Kern romanischer Feldsteinsaal mit Apsis, Dachturm wohl 1774, im 19. Jh. Schiff in Backstein erhöht                     | Kalbe (Milde)       | Mehrin               | weitere Bilder | 52° 43′ 20″ N, 11° 30′ 11″ O |
| Dorfkirche Mellin                            | Im Kern vermutlich spätma. rechteckige Saalkirche in Feldstein 14. Jh., mehrfach umgebaut                                           | Beetzendorf         | Mellin               | weitere Bilder | 52° 39′ 5″ N, 10° 59′ 20″ O  |
| Dorfkirche Mieste                            | Gestrecktes Fachwerklanghaus E. 19. Jh. mit großem neuromanischem Sandsteinturm 1884                                                | Gardelegen          | Mieste               | weitere Bilder | 52° 28′ 43″ N, 11° 12′ 23″ O |
| Dorfkirche Miesterhorst                      | Fachwerklanghaus mit dreiseitigem Chorschluss M. 18. Jh. Backsteinturm 1926                                                         | Gardelegen          | Miesterhorst         | weitere Bilder | 52° 27′ 44″ N, 11° 8′ 39″ O  |
| Dorfkirche Molitz                            | Spätrom. Bruchsteinsaal mit halbrunder Apsis 13. Jh., Fachwerk-Dachturm mit Haube 18. Jh.                                           | Arendsee            | Molitz               | weitere Bilder | 52° 45′ 51″ N, 11° 22′ 52″ O |
| Dorfkirche Mösenthin                         | Kleiner spätmittelalterlicher Feldsteinbau, Dachturm mit massiver Westseite.                                                        | Kalbe (Milde)       | Mösenthin            | weitere Bilder | 52° 44′ 54″ N, 11° 17′ 8″ O  |
| Dorfkirche Nesenitz                          | Im Kern spätgotisch, Fachwerk-Ostturm 1716, eine der „7 verkehrten Kirchen der Altmark“                                             | Klötze              | Nesenitz             | weitere Bilder | 52° 38′ 32″ N, 11° 6′ 59″ O  |
| Dorfkirche Neuendorf                         | Im Kern spätgotischer Feldsteinsaal mit barockem Fachwerk-Dachturm, schlichte Barockausstattung                                     | Klötze              | Neuendorf            | weitere Bilder | 52° 40′ 34″ N, 11° 12′ 47″ O |
| Dorfkirche Neuferchau                        | Rechteckiger Fachwerksaal 1755 mit halb einbezogenem Westturm mit Fachwerkoberteil                                                  | Klötze              | Neuferchau           | weitere Bilder | 52° 34′ 28″ N, 11° 3′ 50″ O  |
| Dorfkirche Osterwohle                        | Im Kern romanische Kirche, Anfang 17. Jh. aufwändig manieristisch ausgestattet                                                      | Salzwedel           | Osterwohle           | weitere Bilder | 52° 50′ 8″ N, 11° 0′ 33″ O   |
| Dorfkirche Packebusch                        | Stattlicher im Kern spätrom. Feldsteinsaal, 1865 eingreifend umgebaut                                                               | Kalbe (Milde)       | Packebusch           | weitere Bilder | 52° 45′ 19″ N, 11° 30′ 0″ O  |
| Dorfkirche Peckensen                         | Neugotischer Backsteinbau 1897, wirkungsvoll an der Dorfstraße platziert                                                            | Diesdorf            | Peckensen            | weitere Bilder | 52° 45′ 39″ N, 10° 57′ 18″ O |
| Dorfkirche Peckfitz                          | Fachwerkbau mit dreiseitigem Ostschluss von 1746, im Westen Backsteinturm von 1870.                                                 | Gardelegen          | Peckfitz             | weitere Bilder | 52° 30′ 33″ N, 11° 10′ 47″ O |
| Dorfkirche Plathe                            | Im Kern spätromanischer Feldsteinsaal 1. H. 13. Jh., im 19. Jh. nach Osten verlängert, Fenster vergrößert und neu ausgestattet      | Kalbe (Milde)       | Plathe               | weitere Bilder | 52° 46′ 5″ N, 11° 26′ 18″ O  |
| Dorfkirche Poppau                            | Schlichte neuromanische Kirche um 1905, Fachwerkturm im Westen, gotischer Schnitzaltar um 1520                                      | Beetzendorf         | Poppau               | weitere Bilder | 52° 40′ 50″ N, 11° 8′ 6″ O   |
| Dorfkirche Pretzier                          | Barockisierendes Bauwerk 1911, vom Vorgängerbauwerk der Westturm übernommen.                                                        | Salzwedel           | Pretzier             | weitere Bilder | 52° 49′ 52″ N, 11° 15′ 31″ O |
| Dorfkirche Püggen                            | Kleiner spätmittelalterlicher Rechtecksaal. Westgiebel in Backstein nach Stüler-Entwurf 1844                                        | Kuhfelde            | Püggen               | weitere Bilder | 52° 43′ 54″ N, 11° 3′ 33″ O  |
| Dorfkirche Quadendambeck                     | Kleiner Apsissaal aus Feldstein Mitte 13. Jh.                                                                                       | Apenburg-Winterfeld | Quadendambeck        | weitere Bilder | 52° 45′ 50″ N, 11° 13′ 16″ O |
| Dorfkirche Quarnebeck                        | Rechteckige, im Kern mittelalterliche Saalkirche mit eingezogenem Westturm                                                          | Klötze              | Quarnebeck           | weitere Bilder | 52° 33′ 59″ N, 11° 10′ 3″ O  |
| Dorfkirche Rademin                           | Spätromanischer Feldsteinsaal mit eingezogenem Chor, Querturm später hinzugefügt                                                    | Arendsee            | Rademin              | weitere Bilder | 52° 47′ 53″ N, 11° 20′ 4″ O  |
| Dorfkirche Recklingen                        | Kleine Saalkirche in Feldstein mit halbkreisförmigem Ostschluss, evtl. 14. Jh.                                                      | Apenburg-Winterfeld | Recklingen           | weitere Bilder | 52° 44′ 3″ N, 11° 13′ 28″ O  |
| Dorfkirche Riebau                            | Langgestreckter Rechtecksaal mit halbkreisförmiger Apsis und Westquerturm, 1. H. 13. Jh.                                            | Salzwedel           | Riebau               | Bild gesucht   | 52° 51′ 26″ N, 11° 16′ 29″ O |
| Dorfkirche Ristedt                           | Im Kern romanisch, Schiff 1888 weitgehend erneuert                                                                                  | Klötze              | Ristedt              | weitere Bilder | 52° 38′ 49″ N, 11° 4′ 37″ O  |
| Dorfkirche Ritze                             | Feldsteinsaal mit eingezogenem quadratischem Chor und Westturm, M. 13. Jh.                                                          | Salzwedel           | Ritze                | weitere Bilder | 52° 51′ 24″ N, 11° 12′ 32″ O |
| Dorfkirche Ritzleben                         | Kurze Saalkirche in Feldstein mit Westquerturm, M. 13. Jh.                                                                          | Arendsee            | Ritzleben            | weitere Bilder | 52° 50′ 40″ N, 11° 20′ 47″ O |
| Dorfkirche Rockenthin                        | Stattliches Feldsteinbauwerk, 1215 erwähnt, Schiff 13./14. Jh., Westturm A. 16. Jh.                                                 | Salzwedel           | Rockenthin           | weitere Bilder | 52° 51′ 41″ N, 11° 0′ 38″ O  |
| Dorfkirche Rohrberg (Altmark)                | Spätromanische Saalkirche, 1803 Turmaufsatz, 1884 durch querhausartige Anbauten erweitert                                           | Rohrberg            | Rohrberg             | weitere Bilder | 52° 42′ 24″ N, 11° 2′ 26″ O  |
| Dorfkirche Röwitz                            | Fachwerkkirche, Schiff von 1692, quadratischer Turm 1744; 1992 instand gesetzt                                                      | Klötze              | Röwitz               | weitere Bilder | 52° 33′ 40″ N, 11° 4′ 32″ O  |
| Dorfkirche Saalfeld                          | Kleine Apsissaalkirche aus Feldstein, 13. Jh. (?), neuzeitlicher Fachwerk-Dachturm 1874.                                            | Apenburg-Winterfeld | Saalfeld             | weitere Bilder | 52° 45′ 39″ N, 11° 11′ 15″ O |
| Dorfkirche Sallenthin                        | Im Kern spätmittelalterlicher Feldsteinbau, 1896 Schiff in Backstein neugotisch verlängert und Turm ergänzt.                        | Kalbe (Milde)       | Sallenthin           | weitere Bilder | 52° 45′ 24″ N, 11° 15′ 9″ O  |
| Dorfkirche Sanne (Arendsee)                  | Spätrom. Feldsteinsaal mit eingezogenem Chor und Westquerturm, 1290 geweiht                                                         | Arendsee            | Sanne (Arendsee)     | weitere Bilder | 52° 49′ 10″ N, 11° 25′ 45″ O |
| Dorfkirche Schenkenhorst                     | Anstelle eines rom. Vorgängers errichteter romanisierender Backsteinsaal mit Rundapsis und Westturm 1872                            | Gardelegen          | Schenkenhorst        | weitere Bilder | 52° 36′ 9″ N, 11° 23′ 41″ O  |
| Dorfkirche Schernikau                        | Langgestreckter Feldsteinsaal mit hohem Westquerturm mit Dachreiter, M. 13. Jh.                                                     | Arendsee            | Schernikau           | weitere Bilder | 52° 49′ 39″ N, 11° 23′ 36″ O |
| Dorfkirche Schwiesau                         | Im Kern spätromanischer Feldsteinsaal, Chor nachträglich mit dem Schiff unter ein Dach gebracht                                     | Klötze              | Schwiesau            | weitere Bilder | 52° 35′ 50″ N, 11° 15′ 25″ O |
| Dorfkirche Seethen                           | Saalkirche (16. Jh.?) mit halbkreisförmigem Ostschluss, mit Backstein vermischter Feldsteinbau                                      | Gardelegen          | Seethen              | weitere Bilder | 52° 35′ 16″ N, 11° 33′ 45″ O |
| Dorfkirche Siedengrieben                     | Spätrom. Feldsteinsaal mit Rechteckchor und Apsis, 13. Jh.                                                                          | Beetzendorf         | Siedengrieben        | weitere Bilder | 52° 42′ 27″ N, 11° 7′ 19″ O  |
| Dorfkirche Siedendolsleben                   | Kleiner, hoher Backsteinbau, im Kern 15. Jh.                                                                                        | Dähre               | Siedendolsleben      | weitere Bilder | 52° 49′ 1″ N, 10° 55′ 25″ O  |
| Dorfkirche Siedenlangenbeck                  | Urkundlich erstmals 1257 erwähnt, rechteckiger, im Kern mittelalterlicher Feldsteinbau mit Fachwerkturm                             | Kuhfelde            | Siedenlangenbeck     | weitere Bilder | 52° 45′ 6″ N, 11° 5′ 18″ O   |
| Dorfkirche Siedentramm                       | Mittelalterlicher Feldsteinbau mit Fachwerk-Dachturm, mehrfach erneuert, Altaraufsatz 1694                                          | Klötze              | Siedentramm          | weitere Bilder | 52° 40′ 34″ N, 11° 11′ 39″ O |
| Dorfkirche Siepe                             | Spätromanische Feldstein-Saalkirche mit nachträglich angefügtem Westturm, Apsis evtl. spätgotisch                                   | Kalbe (Milde)       | Siepe                | weitere Bilder | 52° 43′ 47″ N, 11° 24′ 23″ O |
| Dorfkirche Solpke                            | Spätromanischer Feldsteinbau mit Rechteckchor, Mitte 13. Jh. Dachstuhl 1442 (d)                                                     | Gardelegen          | Solpke               | weitere Bilder | 52° 30′ 14″ N, 11° 17′ 19″ O |
| Dorfkirche Steimke                           | Klassizistischer Rechtecksaal, Dachreiter mit Schweifhaube, 1825                                                                    | Klötze              | Steimke              | weitere Bilder | 52° 35′ 18″ N, 10° 57′ 56″ O |
| Dorfkirche Stöckheim                         | Im Kern romanischer Feldsteinsaal mit Westquerturm, im 18. und 19. Jh. verändert                                                    | Rohrberg            | Stöckheim            | weitere Bilder | 52° 42′ 30″ N, 10° 59′ 44″ O |
| Dorfkirche Störpke                           | Kleiner mittelalterlicher Feldsteinsaal, vergrößerten Fenstern, quadratischer Fachwerk-Dachturm                                     | Arendsee            | Störpke              | weitere Bilder | 52° 44′ 58″ N, 11° 22′ 39″ O |
| Dorfkirche Tangeln                           | Frühgotische, im 15. Jh. veränderte Chorturmkirche in Tangeln im Pfarrbereich Rohrberg, eine der „7 verkehrten Kirchen der Altmark“ | Beetzendorf         | Tangeln              | weitere Bilder | 52° 40′ 44″ N, 11° 1′ 32″ O  |
| Dorfkirche Thielbeer                         | Feldsteinsaal mit Westquerturm, 3. Viertel 13. Jh. Westeingang und Fenster 19. Jh.                                                  | Arendsee            | Thielbeer            | weitere Bilder | 52° 50′ 47″ N, 11° 28′ 58″ O |
| Dorfkirche Thüritz                           | Stattlicher im Kern spätromanischer Feldsteinbau aus Schiff und Westquerturm                                                        | Kalbe (Milde)       | Thüritz              | weitere Bilder | 52° 43′ 50″ N, 11° 21′ 0″ O  |
| Dorfkirche Trippigleben                      | Dreiseitig geschlossener Fachwerksaal mit quadrat. Westturm 18. Jh.                                                                 | Klötze              | Trippigleben         | weitere Bilder | 52° 32′ 8″ N, 11° 9′ 4″ O    |
| Dorfkirche Trüstedt                          | Kirchengebäude in Gardelegen, Altmarkkreis Salzwedel, Sachsen-Anhalt                                                                | Gardelegen          | Trüstedt             | weitere Bilder | 52° 33′ 32″ N, 11° 29′ 47″ O |
| Dorfkirche Tylsen                            | Im Kern mittelalterlicher Feldsteinsaal 13. Jh., um seitliche Anbauen erweitert, neuer Ostschluss um 1600. Westturm 19. Jh.         | Salzwedel           | Tylsen               | weitere Bilder | 52° 49′ 4″ N, 11° 1′ 58″ O   |
| Dorfkirche Vahrholz                          | Im Kern rechteckiger mittelalterlicher Feldsteinsaal, hoher Fachwerkturm von 1894                                                   | Kalbe (Milde)       | Vahrholz             | weitere Bilder | 52° 40′ 45″ N, 11° 23′ 7″ O  |
| Dorfkirche Valfitz                           | Neubau 1911, anstelle eines mittelalterlichen Vorgängers erbaute Feldsteinkirche                                                    | Kuhfelde            | Valfitz              | weitere Bilder | 52° 45′ 54″ N, 11° 7′ 15″ O  |
| Dorfkirche Vienau                            | Schlichter Rechtecksaal von 1868 mit eingezogener polygonaler Apsis und Südanbau                                                    | Kalbe (Milde)       | Vienau               | weitere Bilder | 52° 42′ 25″ N, 11° 28′ 57″ O |
| Dorfkirche Vietzen                           | Flachgedeckter Feldsteinsaal mit eingezogenem Chor, im Kern 13. Jh.                                                                 | Kalbe (Milde)       | Vietzen              | weitere Bilder | 52° 42′ 34″ N, 11° 24′ 18″ O |
| Dorfkirche Vissum                            | In Kern spätromanische Saalkirche in Feldstein, 1902 eingreifend verändert                                                          | Arendsee            | Vissum               | weitere Bilder | 52° 49′ 14″ N, 11° 21′ 25″ O |
| Dorfkirche Waddekath                         | Kleiner Rechtecksaal aus Feldsteinmauerwerk, 15. Jh. Westturm in Fachwerk Anfang 20. Jh.                                            | Diesdorf            | Waddekath            | weitere Bilder | 52° 43′ 52″ N, 10° 47′ 41″ O |
| Dorfkirche Wallstawe                         | Urspr. zweiteilige Anlage aus Schiff und Chor wohl 13. Jh. Ostturm später, eine der „7 verkehrten Kirchen der Altmark“              | Wallstawe           | Wallstawe            | weitere Bilder | 52° 47′ 57″ N, 11° 1′ 9″ O   |
| Dorfkirche Wenze                             | Fachwerksaal 1736 mit dreiseitigem Schluss, Turm 1768.                                                                              | Klötze              | Wenze                | weitere Bilder | 52° 33′ 50″ N, 11° 8′ 5″ O   |
| Dorfkirche Wernitz (Gardelegen)              | Anstelle eines Vorgängers erbauter Fachwerksaal von 1826/27, Dachturm über dem Westteil                                             | Gardelegen          | Wernitz              | weitere Bilder | 52° 29′ 16″ N, 11° 14′ 1″ O  |
| Dorfkirche Wernstedt                         | Mittelalterliches Feldsteinbauwerk mit Backsteinanteil, eingezogener Chor, Dachturm über dem Westteil von 1736–38                   | Kalbe (Milde)       | Wernstedt            | weitere Bilder | 52° 38′ 35″ N, 11° 20′ 14″ O |
| Dorfkirche Weteritz                          | profaniertes Kirchengebäude in Gardelegen, Altmarkkreis Salzwedel, Sachsen-Anhalt                                                   | Gardelegen          | Weteritz             | weitere Bilder | 52° 30′ 43″ N, 11° 20′ 16″ O |
| Dorfkirche Wiepke                            | Spätromanisches Feldsteinbauwerk Mitte 12. Jh. aus Schiff, Chor und Westquerturm                                                    | Gardelegen          | Wiepke               | weitere Bilder | 52° 35′ 59″ N, 11° 20′ 1″ O  |
| Dorfkirche Winkelstedt (Dähre)               | Kirchengebäude in Dähre, Altmarkkreis Salzwedel, Sachsen-Anhalt                                                                     | Dähre               | Winkelstedt          | weitere Bilder | 52° 48′ 50″ N, 10° 51′ 39″ O |
| Dorfkirche Winkelstedt (Kalbe)               | Kleiner Fachwerksaal mit Fachwerk-Dachturm, datiert 1790                                                                            | Kalbe (Milde)       | Winkelstedt          | weitere Bilder | 52° 40′ 37″ N, 11° 19′ 7″ O  |
| Dorfkirche Winterfeld                        | Stattliche Feldstein-Saalkirche um 1204 (d) mit eingezogenem Chor, Schiff und Westturm                                              | Apenburg-Winterfeld | Winterfeld           | weitere Bilder | 52° 44′ 24″ N, 11° 14′ 37″ O |
| Dorfkirche Wistedt                           | Kleine rechteckige Saalkirche vom Ende 15. Jh. mit westlichem Dachreiter                                                            | Salzwedel           | Wistedt              | weitere Bilder | 52° 49′ 3″ N, 10° 59′ 25″ O  |
| Dorfkirche Wollenhagen                       | Rechteckiger Feldsteinsaal, im Kern wohl spätgotisch, der quadratische Westturm nachträglich angefügt                               | Gardelegen          | Wollenhagen          | weitere Bilder | 52° 36′ 22″ N, 11° 35′ 2″ O  |
| Dorfkirche Wustrewe                          | Anstelle eines Vorgängers erbauter romanisierender Backsteinsaal, im Osten dreiseitig geschlossen, 1871                             | Kalbe (Milde)       | Wustrewe             | weitere Bilder | 52° 41′ 30″ N, 11° 18′ 3″ O  |
| Dorfkirche Wöpel                             | Im Kern spätmittelalterlicher Fachwerksaal mit Halbkreisschluss, Glockenträger                                                      | Kuhfelde            | Wöpel                | weitere Bilder | 52° 45′ 50″ N, 11° 6′ 6″ O   |
| Dorfkirche Wüllmersen                        | Kleiner spätmittelalterlicher Saal aus Feldstein, mit Halbkreisostschluss und hölzernem Turm                                        | Diesdorf            | Wüllmersen           | weitere Bilder | 52° 43′ 31″ N, 10° 56′ 38″ O |
| Dorfkirche Zethlingen                        | Feldsteinsaal mit Westquerturm, 2. Dr. 13. Jh., Rundbogenfenster und Portal im Schiff 19. Jh.                                       | Kalbe (Milde)       | Zethlingen           | weitere Bilder | 52° 42′ 14″ N, 11° 17′ 20″ O |
| Dorfkirche Zichtau                           | Vermutlich anstelle eines Vorgängerbauwerks 1589 erbauter rechteckiger Fachwerkbau, 1779 renov.                                     | Gardelegen          | Zichtau              | weitere Bilder | 52° 36′ 26″ N, 11° 17′ 57″ O |
| Dorfkirche Ziemendorf                        | Kirchengebäude in Arendsee (Altmark), Altmarkkreis Salzwedel, Sachsen-Anhalt                                                        | Arendsee            | Ziemendorf           | weitere Bilder | 52° 54′ 52″ N, 11° 29′ 27″ O |
| Dorfkirche Zühlen                            | Kleines neugotisches Backsteinbauwerk, 1876 anstelle eines Feldsteinbauwerks erbaut                                                 | Arendsee            | Zühlen               | weitere Bilder | 52° 50′ 46″ N, 11° 30′ 34″ O |
| Gefallenengedächtniskirche (Lüdelsen)        | Gotisierende Saalkirche mit rechteckiger Apsis, 1922–24 aus Hartbrandziegeln erbaut                                                 | Jübar               | Lüdelsen             | weitere Bilder | 52° 41′ 11″ N, 10° 56′ 27″ O |
| Georgskirche Salzwedel                       | Rechteckige Saalkirche, 3. V. 13. Jh., Westturm 1861–63 von Stüler                                                                  | Salzwedel           | Salzwedel            | weitere Bilder | 52° 50′ 32″ N, 11° 9′ 49″ O  |
| Gertraudenkapelle, Salzwedel                 | Kapelle der späten Backsteingotik 1421-25, jetzt als Jugendkirche genutzt                                                           | Salzwedel           | Salzwedel            | weitere Bilder | 52° 51′ 9″ N, 11° 8′ 56″ O   |
| Katharinenkirche (Salzwedel)                 | Beachtliche dreischiffige Basilika der Backsteingotik, nach 1280 in mehreren Abschnitten erbaut                                     | Salzwedel           | Salzwedel            | weitere Bilder | 52° 51′ 21″ N, 11° 9′ 21″ O  |
| Kirche (Seebenau)                            | Mittelalterlicher Feldsteinsaal (14. Jh.) mit neuzeitlichem Dachreiter, mittelalterliche Einbautruhe                                | Salzwedel           | Seebenau             | weitere Bilder | 52° 53′ 9″ N, 11° 2′ 3″ O    |
| Kirche Altensalzwedel                        | Mitte 12. Jh. erbauter und im 19, Jh. umgebauter Feldsteinsaal mit Querturm                                                         | Apenburg-Winterfeld | Altensalzwedel       | weitere Bilder | 52° 46′ 12″ N, 11° 10′ 48″ O |
| Kirche Bombeck                               | Spätmittelalterlicher Feldsteinsaal (14./15. Jh.), Dachreiter wohl 1864                                                             | Salzwedel           | Bombeck              | weitere Bilder | 52° 50′ 22″ N, 11° 1′ 16″ O  |
| Kirche Brewitz                               | Feldsteinsaal mit Westquerturm, evtl. 14. Jh., Ostschluss und Westportal 19. Jh.                                                    | Salzwedel           | Brewitz              | weitere Bilder | 52° 48′ 50″ N, 11° 10′ 2″ O  |
| Kirche Deutschhorst                          | Kleiner rechteckiger Feldsteinsaal wohl 15. Jh.; Gruftanbau im Westen 1735                                                          | Wallstawe           | Deutschhorst         | weitere Bilder | 52° 48′ 47″ N, 10° 56′ 19″ O |
| Kirche Eickhorst                             | Rechtecksaal in Feldstein mit Backstein-Ostgiebel 15. Jh.                                                                           | Dähre               | Eickhorst            | weitere Bilder | 52° 47′ 28″ N, 10° 52′ 19″ O |
| Kirche Fahrendorf                            | Halbkreisförmig geschlossener Feldsteinsaal, im Kern spätmittelalterlich                                                            | Dähre               | Fahrendorf           | weitere Bilder | 52° 46′ 25″ N, 10° 55′ 32″ O |
| Kirche Güssefeld                             | Spätromanischer Feldsteinsaal mit eingezogenem Chor, Apsis und Westquerturm, 1. H. 13. Jh.                                          | Kalbe (Milde)       | Güssefeld            | weitere Bilder | 52° 43′ 7″ N, 11° 22′ 22″ O  |
| Kirche Hohendolsleben                        | 1458 erwähnter kleiner Rechtecksaal in Feldstein 1470/80 (d)                                                                        | Dähre               | Hohendolsleben       | weitere Bilder | 52° 49′ 21″ N, 10° 54′ 9″ O  |
| Kirche Klein Grabenstedt                     | Feldsteinsaal 15. Jh., im Osten halbrund geschlossen                                                                                | Salzwedel           | Klein Grabenstedt    | weitere Bilder | 52° 52′ 4″ N, 10° 58′ 4″ O   |
| Kirche Kortenbeck                            | Kleiner Rechtecksaal aus Feldstein, wohl 15. Jh.                                                                                    | Dähre               | Kortenbeck           | weitere Bilder | 52° 50′ 15″ N, 10° 53′ 42″ O |
| Kirche Kricheldorf                           | Feldsteinsaal ehem. mit Apsis, im Kern 13. Jh. Später angebauter Westturm, Schiffsmauern im 19. Jh. erhöht                          | Salzwedel           | Kricheldorf          | weitere Bilder | 52° 49′ 40″ N, 11° 10′ 39″ O |
| Kirche Königstedt                            | Stattliche Feldsteinsaalkirche mit Westturm M. 13. Jh.                                                                              | Salzwedel           | Königstedt           | weitere Bilder | 52° 49′ 5″ N, 11° 16′ 52″ O  |
| Kirche Peertz                                | Flachgedeckter spätromanischer Saal mit Fachwerk-Westturm und Apsis, Schnitzaltarretabel, zwei Bronzeglocken 14./15. Jh.            | Beetzendorf         | Peertz               | weitere Bilder | 52° 39′ 30″ N, 11° 6′ 12″ O  |
| Kirche Stapen                                | Schlichter neuromanischer Backsteinsaal mit Westturm und Apsis, 1877, Vorgänger bei Großbrand 1874 vernichtet                       | Beetzendorf         | Stapen               |                | 52° 43′ 28″ N, 11° 8′ 53″ O  |
| Kirche Zierau                                | Spätromanische Feldsteinsaalkirche mit Westturm und Dachreiter, M. 13. Jh.                                                          | Kalbe (Milde)       | Zierau               | weitere Bilder | 52° 45′ 11″ N, 11° 19′ 1″ O  |
| Klosterkirche St. Marien (Kloster Neuendorf) | Klosterkirche St. Marien (Kloster Neuendorf)                                                                                        | Gardelegen          | Kloster Neuendorf    | weitere Bilder | 52° 31′ 33″ N, 11° 27′ 33″ O |
| Kluskirche Stappenbeck                       | Am südl. Ortsausgang gelegener kleiner Saalbau des 15. Jh., Rechteckiges Schiff mit eingez. Chor.                                   | Salzwedel           | Stappenbeck          | weitere Bilder | 52° 48′ 51″ N, 11° 14′ 9″ O  |
| Lorenzkirche (Salzwedel)                     | Kath. Kirche, Backsteinromanik M. 13. Jh., urspr. Basilika, später Abbruch der Seitenschiffe, Straße der Romanik                    | Salzwedel           | Salzwedel            | weitere Bilder | 52° 51′ 2″ N, 11° 9′ 0″ O    |
| Marienkirche (Salzwedel)                     | Große fünfschiffige Basilika der Backsteingotik, im Kern romanisch, nach M. 14. Jh. zur Halle umgebaut, mit reicher Ausstattung     | Salzwedel           | Salzwedel            | weitere Bilder | 52° 50′ 58″ N, 11° 8′ 57″ O  |
| Marienkirche (Gardelegen)                    | Große dreischiffige Backstein-Hallenkirche mit einschiffigem Chor, ab M. 13. Jh. anstelle eines Vorgängerbauwerks erbaut            | Gardelegen          | Gardelegen           | weitere Bilder | 52° 31′ 29″ N, 11° 23′ 41″ O |
| Mönchskirche (Salzwedel)                     | Franziskanerklosterkirche des 14./15. Jh. der Backsteingotik, jetzt profaniert                                                      | Salzwedel           | Salzwedel            | weitere Bilder | 52° 51′ 5″ N, 11° 9′ 11″ O   |
| St. Ägidius (Klötze)                         | Dreischiffige barocke Fachwerk-Hallenkirche 1759, Westturm: Neubau 1990                                                             | Klötze              | Klötze               | weitere Bilder | 52° 37′ 29″ N, 11° 9′ 27″ O  |
| St. Johannes (Arendsee)                      | Pfarrkirche von Arendsee, Neubau der Backstein-Saalkirche nach Brand 1831                                                           | Arendsee            | Arendsee             | weitere Bilder | 52° 52′ 51″ N, 11° 29′ 9″ O  |
| St. Nicolai (Kalbe (Milde))                  | Im Kern romanischer Feldsteinbau, bis Spätmittelalter mehrfach umgebaut                                                             | Kalbe (Milde)       | Kalbe (Milde)        | weitere Bilder | 52° 39′ 2″ N, 11° 23′ 23″ O  |
| St. Sebastian (Mahlsdorf)                    | Vierteilige vollständige Anlage einer romanischen Dorfkirche, nach 1220 erbaut                                                      | Salzwedel           | Mahlsdorf            | weitere Bilder | 52° 47′ 37″ N, 11° 13′ 56″ O |
| Schlosskirche Letzlingen                     | Neugotisches Backsteinbauwerk Mitte des 19. Jh. nach Plänen von Friedrich August Stüler erbaut                                      | Gardelegen          | Letzlingen           | weitere Bilder | 52° 26′ 43″ N, 11° 28′ 58″ O |
| St. Elisabeth (Mieste)                       | Katholische Kirche, Neubau 1957–59 nach Plänen von Johannes Reuter                                                                  | Gardelegen          | Mieste               | weitere Bilder | 52° 28′ 45″ N, 11° 12′ 29″ O |
| St. Johannis Baptistae (Apenburg)            | Feldsteinbau 1340–72, Turmaufsatz mit Helm 1825                                                                                     | Apenburg-Winterfeld | Apenburg             | weitere Bilder | 52° 42′ 33″ N, 11° 12′ 11″ O |
| St. Joseph (Klötze)                          | Katholische Kirche in Klötze, beachtlicher expressionistischer Neubau 1930 mit Zollingerdach                                        | Klötze              | Klötze               | weitere Bilder | 52° 37′ 37″ N, 11° 9′ 11″ O  |
| St. Laurentius (Cheinitz)                    | Im Kern mittelalterlicher Feldsteinsaal, Turm aus Backstein 1522 (d), umfangreiche neuroman. Erweiterung und Überarbeitung 1907     | Kalbe (Milde)       | Cheinitz             | weitere Bilder | 52° 42′ 11″ N, 11° 15′ 9″ O  |
| St. Marien (Beetzendorf)                     | Barocker Zentralbau mit Turm 1735/36, spätbarocke Emporensaalkirche                                                                 | Beetzendorf         | Beetzendorf          | weitere Bilder | 52° 42′ 19″ N, 11° 5′ 40″ O  |
| St. Marien (Stappenbeck)                     | Spätromanische Saalkirche mit Chor und Westquerturm, 1. H. 13. Jh.                                                                  | Salzwedel           | Stappenbeck          | weitere Bilder | 52° 48′ 51″ N, 11° 13′ 48″ O |
| St. Marien Neulingen (Arendsee)              | Feldsteinsaalkirche 13. Jh. aus Schiff, Chor und Westquerturm, nach Brand 1912 wiederhergestellt                                    | Arendsee            | Neulingen (Arendsee) | weitere Bilder | 52° 51′ 53″ N, 11° 34′ 19″ O |
| St. Martin (Brunau)                          | Im Kern mittelalterliche, historistisch überarbeitete Feldsteinkirche, Querturm mit Doppelspitze                                    | Kalbe (Milde)       | Brunau               | weitere Bilder | 52° 44′ 50″ N, 11° 28′ 12″ O |
| St. Michael (Gardelegen)                     | Katholische Kirche in Gardelegen, neugotischer Neubau 1897/98 nach Plänen von Arnold Güldenpfennig                                  | Gardelegen          | Gardelegen           | weitere Bilder | 52° 31′ 32″ N, 11° 23′ 50″ O |
| Mariä Himmelfahrt (Beetzendorf)              | Katholische Kirche, Neubau 1937/38                                                                                                  | Beetzendorf         | Beetzendorf          | weitere Bilder | 52° 42′ 11″ N, 11° 5′ 32″ O  |

## Ehemalige Kirchen
| Artikel                        | Beschreibung                                                                                               | Gemeinde      | Ort              | Bild           | Koordinaten                  |
| ------------------------------ | --- | ------------- | ---------------- | -------------- | ---------------------------- |
| Dorfkirche Groß Grabenstedt    | Kirche 1988 abgerissen, da im Gebiet der innerdeutschen Grenze gelegen                                     | Salzwedel     | Groß Grabenstedt |                |                              |
| Dorfkirche Klein Gischau       | Kirche 1984 infolge eines Sturms zerstört, Ausstattungsstücke in Groß Gischau                              | Beetzendorf   | Klein Gischau    |                |                              |
| Ehemalige Kirche Büssen        | Reste der Westwand nördlich des Gutes in einem Wäldchen erhalten                                           | Salzwedel     | Büssen           |                |                              |
| Ehemalige Kirche Klein Chüden  | Umgesetzt in das Freilichtmuseum Diesdorf                                                                  | Diesdorf      | Klein Chüden     | Bild gesucht   |                              |
| Kirchenruine Dannenfeld        | Ursprünglich 12. Jahrhundert, 1343 durch Krieg zerstört, Reste des Turms erhalten                          | Klötze        | Dannenfeld       | weitere Bilder | 52° 37′ 28″ N, 11° 4′ 16″ O  |
| Nikolaikirche (Gardelegen)     | Große dreischiffige Backstein-Hallenkirche mit einschiffigem Chor, nach Kriegszerstörung (1945) profaniert | Gardelegen    | Gardelegen       | weitere Bilder | 52° 31′ 44″ N, 11° 23′ 24″ O |
| St. Antonius von Padua (Dähre) | Katholische Kirche, in 1950er Jahren aus Scheune umgebaut, 2015 profaniert                                 | Dähre         | Dähre            | weitere Bilder | 52° 48′ 1″ N, 10° 54′ 31″ O  |
| St. Petrus (Kalbe)             | Katholische Kirche, Neubau 1963, 2024 profaniert                                                           | Kalbe (Milde) | Kalbe            | weitere Bilder | 52° 39′ 6″ N, 11° 23′ 30″ O  |

## Klöster
| Artikel                             | Beschreibung | Gemeinde   | Ort               | Bild           | Koordinaten                  |
| ----------------------------------- | --- | ---------- | ----------------- | -------------- | ---------------------------- |
| Augustinerchorfrauenstift Salzwedel | Ehemaliges Kloster in Deutschland, keine Gebäude erhalten                                                          | Salzwedel  | Salzwedel         |                | 52° 50′ 59″ N, 11° 9′ 13″ O  |
| Augustinerchorherrenstift Salzwedel | Ehemaliges Kloster der Augustiner-Chorherren, von der Kirche (ehemals singuläre Rotunde) ist nur der Chor erhalten | Salzwedel  | Salzwedel         |                | 52° 50′ 46″ N, 11° 9′ 38″ O  |
| Benediktinerinnenkloster Arendsee   | Bedeutende kreuzförmige Basilika in Backstein, 1208 geweiht, Reste der Klostergebäude erhalten                     | Arendsee   | Arendsee          | weitere Bilder | 52° 52′ 52″ N, 11° 28′ 38″ O |
| Franziskanerkloster Salzwedel       | Ehemaliges Kloster in Salzwedel, erhalten ist nur die (profanierte) Mönchskirche (Salzwedel)                       | Salzwedel  | Salzwedel         | weitere Bilder | 52° 51′ 6″ N, 11° 9′ 11″ O   |
| Kloster Dambeck                     | Ehemaliges Benediktinerinnenkloster, erhalten ist nur die einschiffige Saalkirche und die Propstei                 | Salzwedel  | Dambeck           | weitere Bilder | 52° 47′ 19″ N, 11° 9′ 51″ O  |
| Kloster Neuendorf                   | Ehemaliges Zisterzienserinnenkloster im Ort Kloster Neuendorf in Sachsen-Anhalt; Kirche heute noch genutzt         | Gardelegen | Kloster Neuendorf |                | 52° 31′ 33″ N, 11° 27′ 33″ O |

## Begräbnisstätten
- Die hier angegebenen Grabstätten sind eine Auswahl; für weitere Grabstätten siehe: Großsteingräber im Altmarkkreis Salzwedel.

| Artikel                         | Beschreibung                                                                                      | Gemeinde    | Ort            | Bild           | Koordinaten                  |
| ------------------------------- | ------------------------------------------------------------------------------------------------- | ----------- | -------------- | -------------- | ---------------------------- |
| Jüdischer Friedhof (Gardelegen) | Um 1880 angelegt; Grundstück 1961 verkauft und Grabsteine auf den Stadtfriedhof umgesetzt         | Gardelegen  | Gardelegen     |                | 52° 32′ 11″ N, 11° 24′ 6″ O  |
| Jüdischer Friedhof (Salzwedel)  | Angelegt um 1850, Begräbnisse bis in die 1930er Jahre, nach 1945 wieder hergerichtet und gepflegt | Salzwedel   | Salzwedel      |                | 52° 51′ 20″ N, 11° 8′ 15″ O  |
| Großsteingräber bei Bierstedt   | Ehemals 13 megalithische Großsteingräber, davon eines vom Typ der Großdolmen erhalten             | Rohrberg    | Groß Bierstedt |                | 52° 44′ 6″ N, 11° 1′ 7″ O    |
| Großsteingräber bei Drebenstedt | Ein erhaltener Großdolmen von urspr. fünf Grabanlagen                                             | Jübar       | Drebenstedt    | weitere Bilder | 52° 43′ 14″ N, 10° 53′ 39″ O |
| Großsteingräber bei Mehmke      | Zwei erhaltene von urspr. drei neolithischen Hügelgräbern                                         | Diesdorf    | Mehmke         | weitere Bilder | 52° 43′ 55″ N, 10° 57′ 46″ O |
| Großsteingrab Nettgau           | Jungsteinzeitlicher Großdolmen                                                                    | Jübar       | Nettgau        | weitere Bilder | 52° 39′ 38″ N, 10° 54′ 23″ O |
| Großsteingrab Stöckheim         | Megalithische Grabanlage der Tiefstichkeramikkultur                                               | Rohrberg    | Stöckheim      | weitere Bilder | 52° 42′ 17″ N, 10° 59′ 33″ O |
| Großsteingräber Tangeln         | Sieben erhaltene megalithische Grabanlagen der Tiefstichkeramikkultur                             | Beetzendorf | Tangeln        | weitere Bilder | 52° 39′ 15″ N, 11° 0′ 9″ O   |
| Gutsfriedhof Beetzendorf        | 1870 angelegter Privatfriedhof derer von der Schulenburg                                          | Beetzendorf | Beetzendorf    |                | 52° 42′ 28″ N, 11° 6′ 23″ O  |

 ∑ 243 Einträge